# علی‌مددلی، گوی‌گول
علی‌مددلی (به لاتین: Əlimədədli) یک منطقه مسکونی در جمهوری آذربایجان است که در شهرستان گوی‌گول واقع شده است. علی‌مددلی ۳۲۱ نفر جمعیت دارد.